# Tidarren perplexum
Tidarren perplexum là một loài nhện trong họ Theridiidae.
Loài này thuộc chi Tidarren. Tidarren perplexum được miêu tả năm 2006 bởi Knoflach & Antonius van Harten.